# Peter Gorny
Peter Gorny (Ammerndorf, 20 de abril de 1941) es un deportista de la RDA que compitió en remo.
Ganó una medalla en el Campeonato Mundial de Remo de 1970 y cuatro medallas en el Campeonato Europeo de Remo entre los años 1964 y 1971.

## Palmarés internacional
| Campeonato Mundial | Campeonato Mundial       | Campeonato Mundial | Campeonato Mundial |
| Año                | Lugar                    | Medalla            | Prueba             |
| ------------------ | ------------------------ | ------------------ | ------------------ |
| 1970               | St. Catharines (Canadá)  | Medalla de oro     | Dos sin timonel    |
| Campeonato Europeo |                          |                    |                    |
| Año                | Lugar                    | Medalla            | Prueba             |
| 1964               | Ámsterdam (Países Bajos) | Medalla de oro     | Dos con timonel    |
| 1967               | Vichy (Francia)          | Medalla de plata   | Dos sin timonel    |
| 1969               | Klagenfurt (Austria)     | Medalla de bronce  | Cuatro sin timonel |
| 1971               | Copenhague (Dinamarca)   | Medalla de oro     | Dos sin timonel    |